# (32754) 1981 EK15
1981 EK15 (asteroide 32754) é um asteroide da cintura principal. Possui uma excentricidade de 0.10823790 e uma inclinação de 10.65375º.
Este asteroide foi descoberto no dia 1 de março de 1981 por Schelte J. Bus em Siding Spring.